# Wogahta Gebrehiwet
Wogahta Gebrehiwet (sinh ngày 11 tháng 12 năm 1996) là một tay đua xe đạp chuyên nghiệp người Eritrea. Cô ấy đã tham gia cuộc đua đường trường nữ tại Giải vô địch thế giới UCI Road 2016, nhưng cô ấy đã không hoàn thành cuộc đua.